# Iglesia de San Pedro de los Arcos (Oviedo)
La Iglesia de San Pedro de los Arcos es un templo neorrománico situado en la localidad asturiana de Oviedo. El templo actual data de 1910 si bien han existido templos anteriores desde la antigüedad.

## Historia
Los primeros indicios de la existencia de una capilla en la zona que alberga la actual iglesia datan de los tiempos de la época visigótica en los siglos V y VII. El templo denominado San Pedro del Otero, al estar situado en un otero o loma en la falda del Monte Naranco, fue sufriendo diferentes remodelaciones y construcciones. En el siglo XVIII el templo pasa a denominarse de los Arcos debido a la existencia del acueducto de los Arcos o Pilares en sus inmediaciones. En 1908 se derriba la capilla y se encarga al arquitecto logroñés Luis Bellido la construcción del templo que se finaliza en 1910. Este arquitecto realizará dos años más tarde la construcción de la iglesia de San Juan el Real.
En 1934, durante la revolución de octubre, el templo fue seriamente dañado y sus archivos incendiados. En este lugar es donde murió la militante comunista Aida Lafuente. En los muros de la iglesia se puede ver actualmente el resto de dos obuses que no llegaron a estallar.

## Cementerio
La iglesia contaba con un cementerio parroquial anexo al templo. Este cementerio aparece reflejado en documentos de la iglesia de 1792 siendo ampliado en 1905 y 1919. En 1956 se celebra el último enterramiento y en 1968 queda libre de restos humanos desapareciendo de esta forma.
Junto a los muros del cementerio se encontraba una fosa común de víctimas de la represión franquista con 1040 cuerpos que fueron trasladados al Valle de los Caídos.